# Phymosia rosea
Phymosia rosea är en malvaväxtart som först beskrevs av Dc., och fick sitt nu gällande namn av Thomas Henry Kearney. Phymosia rosea ingår i släktet Phymosia och familjen malvaväxter. Inga underarter finns listade i Catalogue of Life.